# Nephtys hystricis
Nephtys hystricis är en ringmaskart som beskrevs av McIntosh 1900. Nephtys hystricis ingår i släktet Nephtys och familjen Nephtyidae. Arten är reproducerande i Sverige. Inga underarter finns listade i Catalogue of Life.